# Ministri dello sport della Romania
Questo elenco comprende i ministri dello sport della Romania a partire dal 1989.

## Lista dei ministri dello sport
Tra il 19 giugno 2003 e il 22 dicembre 2008 e tra il 23 dicembre 2009 e il 21 dicembre 2012 le attribuzioni relative alla gestione dello sport sono state detenute dal Ministero dell'educazione. Per la lista dei ministri in tali periodi vedi Ministri dell'istruzione della Romania. 
| Ministro | Ministro         | Ministro                           | Partito                                                                              | Governo           | Mandato          | Mandato          | Leg.        |
| Ministro | Ministro         | Ministro                           | Partito                                                                              | Governo           | Inizio           | Fine             | Leg.        |
| --- | ---------------- | ---------------------------------- | ------------------------------------------------------------------------------------ | ----------------- | ---------------- | ---------------- | ----------- |
| Sport (Ministerul sportului) |                  |                                    |                                                                                      |                   |                  |                  |             |
| |                  | Mircea Angelescu (1938-2009)       | Fronte di Salvezza Nazionale                                                         | Governo Roman I   | 30 dicembre 1989 | 28 giugno 1990   | Provvisoria |
| Gioventù e sport (Ministerul tineretului și sportului) |                  |                                    |                                                                                      |                   |                  |                  |             |
| |                  | Bogdan Niculescu Duvăz (1949-2019) | Fronte di Salvezza Nazionale                                                         | Governo Roman II  | 28 giugno 1990   | 16 ottobre 1991  | I           |
| |                  | Ioan Moldovan (1951)               | Fronte di Salvezza Nazionale                                                         | Governo Stolojan  | 16 ottobre 1991  | 19 novembre 1992 | I           |
| |                  | Gheorghe Angelescu (1961)          | Fronte Democratico di Salvezza Nazionale Partito della Democrazia Sociale di Romania | Governo Văcăroiu  | 19 novembre 1992 | 28 agosto 1993   | II          |
| |                  | Alexandru Mironov (1942)           | Partito della Democrazia Sociale di Romania                                          | Governo Văcăroiu  | 28 agosto 1993   | 12 dicembre 1996 | II          |
| |                  | Mihai-Sorin Stănescu (1948)        | Partito Nazionale Liberale                                                           | Governo Ciorbea   | 12 dicembre 1996 | 5 dicembre 1997  | III         |
| |                  | Crin Antonescu (1959)              | Partito Nazionale Liberale                                                           | Governo Ciorbea   | 5 dicembre 1997  | 17 aprile 1998   | III         |
| Governo Vasile | 17 aprile 1998   | Crin Antonescu (1959)              | Partito Nazionale Liberale                                                           | 22 dicembre 1999  |                  |                  | III         |
| Governo Isărescu | 22 dicembre 1999 | Crin Antonescu (1959)              | Partito Nazionale Liberale                                                           | 28 dicembre 2000  |                  |                  | III         |
| |                  | Georgiu Gingăraș (1959)            | Partito della Democrazia Sociale di Romania Partito Social Democratico               | Governo Năstase   | 28 dicembre 2000 | 19 giugno 2003   | IV          |
| Dal 19 giugno 2003 accorpato al Ministero dell'educazione, della ricerca e della gioventù Dal 22 dicembre 2008 Gioventù e sport (Ministerul tineretului și sportului)                |                  |                                    |                                                                                      |                   |                  |                  |             |
| |                  | Monica Iacob-Ridzi (1977)          | Partito Democratico Liberale                                                         | Governo Boc I     | 22 dicembre 2008 | 14 luglio 2009   | VI          |
| |                  | Luminița Plăcintă (1965)           | Partito Democratico Liberale                                                         | Governo Boc I     | 14 luglio 2009   | 23 dicembre 2009 | VI          |
| Dal 23 dicembre 2009 accorpato al Ministero dell'educazione, della ricerca, della gioventù e dello sport Dal 21 dicembre 2012 Gioventù e sport (Ministerul tineretului și sportului) |                  |                                    |                                                                                      |                   |                  |                  |             |
| |                  | Nicolae Bănicioiu (1979)           | Partito Social Democratico                                                           | Governo Ponta II  | 21 dicembre 2012 | 5 marzo 2014     | VII         |
| |                  | Gabriela Szabó (1975)              | Indipendente                                                                         | Governo Ponta III | 5 marzo 2014     | 17 dicembre 2014 | VII         |
| Governo Ponta IV | 17 dicembre 2014 | Gabriela Szabó (1975)              | Indipendente                                                                         | 17 novembre 2015  |                  |                  | VII         |
| |                  | Elisabeta Lipă (1964)              | Indipendente                                                                         | Governo Cioloș    | 17 novembre 2015 | 4 gennaio 2017   | VII         |
| |                  | Marius Dunca (1980)                | Partito Social Democratico                                                           | Governo Grindeanu | 4 gennaio 2017   | 29 giugno 2017   | VIII        |
| Governo Tudose | 29 giugno 2017   | Marius Dunca (1980)                | Partito Social Democratico                                                           | 29 gennaio 2018   |                  |                  | VIII        |
| |                  | Ioana Bran (1986)                  | Partito Social Democratico                                                           | Governo Dăncilă   | 29 gennaio 2018  | 20 novembre 2018 | VIII        |
| |                  | Bogdan Matei (1980)                | Partito Social Democratico                                                           | Governo Dăncilă   | 20 novembre 2018 | 4 novembre 2019  | VIII        |
| |                  | Ionuț Stroe (1979)                 | Partito Nazionale Liberale                                                           | Governo Orban I   | 4 novembre 2019  | 14 marzo 2020    | VIII        |
| Governo Orban II | 14 marzo 2020    | Ionuț Stroe (1979)                 | Partito Nazionale Liberale                                                           | 23 dicembre 2020  |                  |                  | VIII        |
| |                  | Eduard Novak (1976)                | Unione Democratica Magiara di Romania                                                | Governo Cîțu      | 23 dicembre 2020 | 25 novembre 2021 | IX          |
| Governo Ciucă | 25 novembre 2021 | Eduard Novak (1976)                | Unione Democratica Magiara di Romania                                                | 15 giugno 2023    |                  |                  | IX          |
| Il 15 giugno 2023 il ministero viene trasformato in Agenzia nazionale per lo sport in subordine al governo.                                                                          |                  |                                    |                                                                                      |                   |                  |                  |             |